# ANA-Aeroportos de Portugal

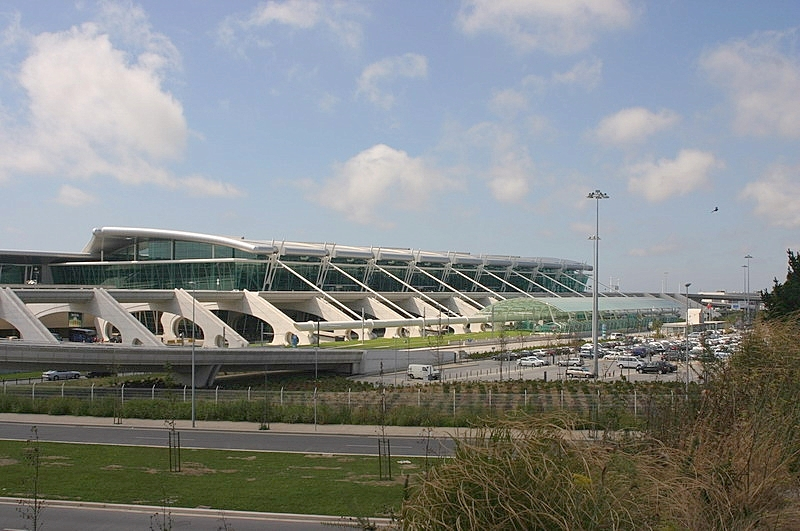
Aeropuerto de Porto

La ANA-Aeroportos de Portugal tiene su sede en Lisboa e integra varias empresas del sector de la aviación. Esta empresa nació en 1998 de una escisión de la antigua Empresa Pública Aeropuertos y Navegación Aérea en dos empresas distintas.
La empresa mantuvo el objetivo social de prestar servicio público aeroportuario de apoyo a la Aviación Civil pasando el servicio público aeroportuario de apoyo a la navegación aérea civil a ser responsabilidad de la Navegación Aérea de Portugal.
El transporte aéreo continúa reafirmando su posición como un medio de transporte en expansión, por lo que este grupo se reafirma estratégicamente, para la prestación de servicios con elevados patrones de calidad, y con una gestión orientada para el mercado y para la creación de valor.
Los aeropuertos de Lisboa (Portela), Faro, Porto (Francisco Sá Carneiro), Ponta Delgada (Juan Pablo II), Horta, Santa Maria y Flores tienen su gestión, explotación y desarrollo a cargo de ANA, S.A.
Empresas como a NAER (Nuevo Aeropuerto), Portway (Handling de Portugal), ANAM (Aeropuertos y Navegación Aérea de la Madeira) y ADA (Administración de Aeropuertos, en Macau), cuentan con una participación de la ANA-Aeroportos de Portugal S.A. en un gran porcentaje de su capital.

## Historia

### ANA Aeropuertos en el periodo 1986-2004
1986-1989
El fin de los años 80 dio lugar a una fuerte expansión económica y del tráfico aéreo mundial y nacional. Para ANA fue una época de inversión en las infraestructuras básicas, con la renovación de los sistemas de Control del tráfico aéreo y de los aeropuertos de Lisboa, Porto y Faro. Crecieron también las actividades no aeroportuarias: estacionamientos, tiendas libres de impuestos, oficinas de alquiler de vehículos.
En estas fechas se produce la construcción de la sede de la empresa y de los edificios para los terceros: tránsitos, concesionarios y compañías aéreas. Fue también una fase de integración en órgano internacionales como Eurocontrol, ICAA (Asociación Internacional de Aeropuertos Civiles), ICAO (Organización Internacional de Aviación Civil) y OACI (Consejo Internacional de Operadores Aeroportuarios).
1990/1992
La década de los 90 comenzó con la crisis del Golfo, que tuvo un impacto en la aviación y en la economía mundial. Otras fuentes de inestabilidad fueron la Guerra en Yugoslavia, la reunificación de Alemania y el desaceleramiento de la economía de la Unión Europea. Estas circunstancias significaron para la ANA el fin de un ciclo de inversiones autofinanciadas, obligando a recurrir al crédito para soportar su desarrollo.
A pesar de esas dificultades, continuaron siendo reforzadas las infraestructuras, con especial incidencia en los aeropuertos de Lisboa, Faro y Ponta Delgada y, en la navegación aérea, el proyecto Atlántico.
En 1991 fue llevada a cabo la liberalización del mercado europeo, con el fin de acabar con los monopolios y del control tarifario, medidas que supusieron grandes desafíos. Para hacerles frente, en 1992 la ANA procedió a una profunda reestructuración, cuyas palabras clave – Cliente y Eficacia – marcaron el sentido de su crecimiento en los años siguientes.
1993/1998
De esa reestructuración resultó una reorientación de la empresa en el sentido de la competitividad. Se adoptó una gestión descentralizada que transfería capacidad de decisión para las diversas áreas de negocio: los Aeropuertos, los Centros de Control de Tráfico Aéreo, el Área de Actividades Comerciales y el Área de Estudios y Proyectos de Infraestructura Aeronáutica.
La estructura organizativa obtuvo simplicidad y eficacia. Fue instituida una política tarifaria capaz de atraer grandes clientes con una mejor relación coste/beneficio. Se amplió la rentabilidad comercial de los aeropuertos, con la atribución de diversas concesiones.
Fue en ese período cuando la ANA reafirmó su capacidad de prestar servicios a terceros, en el país y en el exterior. Los aeropuertos de Funchal y Macao fueron los primeros en confiar a la empresa su gestión.
La inversión en infraestructuras prosiguió, con mejoras en los diversos aeropuertos y en la gestión del tráfico aéreo.
En una fase de expansión económica y del tráfico, con intensa competencia entre destinos y aeropuertos, la ANA respondió con un continuo crecimiento, coronado en el año de la Expo '98 con un desempeño récord, tanto en volumen de negocios como en el resultado líquido y en las inversiones.
A finales de 1998 ANA Aeropuertos, EP se escindía en dos nuevas empresas, a las cuales dejaba un legado de infraestructuras, buenos indicadores económicos y sociales y una cultura de competitividad. Nacen ANA-Aeropuertos de Portugal, S.A., orientada a la gestión aeroportuaria, y NAV, EP, para la navegación aérea.
1999/2004
ANA, SA nacía en un contexto de acelerada globalización, con un movimiento cada vez más intenso de bienes y personas. Su competitividad y la del país dependían de las respuestas a esa nueva realidad.
Una de esas respuestas fue una nueva visión estratégica, que definió a ANA como un grupo de referencia en los servicios aeroportuarios. Un grupo que integraba, entre otras empresas, a Portway, a operar desde 2000 en el handling, y a NAER, creada en 1998 para llevar a cabo el nuevo aeropuerto de Lisboa.
La construcción del nuevo aeropuerto fue decidido por el Gobierno no solo para responder a la anunciada saturación de Portela, sino para dotar al país de un polo atlántico de conexión a Europa. En 1999 fue definida su localización y en 2000 su modelo: un acuerdo público-privado, articulado con la privatización de la propia ANA.
Entre tanto, proseguiría la expansión de Portela, con vistas a alcanzar su plena capacidad, mientras que el Aeropuerto Sá Carneiro obtuvo un nuevo plan de desarrollo, centrándose en servir a todo el noroeste ibérico. El Aeropuerto de Madeira, una proeza de la ingeniería, abrió el archipiélago a las grandes aeronaves. Y proseguiría la remodelación del Aeropuerto de Faro, buscando convertirlo en el mejor aeropuerto turístico de la Península.
Esa orientación a la expansión y competitividad sufrió un serio revés el Atentados del 11 de septiembre. La crisis en la economía y en la aviación llevaron a una fuerte pérdida de ganancias, agravada por el aumento de los costos con la seguridad. La inestabilidad internacional y las dificultades económicas del país llevaron al traste los grandes proyectos como el del nuevo aeropuerto de Lisboa, suspendido por el Gobierno en 2004.
En ese contexto, obtuvo también más relevancia la adopción de una estructura más austera y con menores costes, capaz de repartir recursos y procedimientos entre todo el grupo. Esa reestructuración, ocurrida entre 2002 y 2004, fue un paso más en la creación de las condiciones indispensables a la privatización.
2004, no habiéndose producido la esperada recuperación, fue el año en que el tráfico en los aeropuertos de la ANA volvió a crecer. Para esto contribuyó la Euro 2004, pero también una buena estrategia comercial, con precios e incentivos flexibles que atrajeron nuevas compañías aéreas, en particular las low cost.